# جزایر گیلبرت
جزایر گیلبرت، قبلاً کینگزمیل، جزایر کینگزمیل، تقریباً در نیمه راه پاپوآ گینه نو و هاوایی است. از ۱۹۷۶ تا ۱۹۷۹، این جزایر «مستعمره بریتانیای جزایر گیلبرت» بودند و قبل از آن، از ۱۹۱۶ تا ۱۹۷۵ مستعمره جزایر گیلبرت و الیس نام داشت. آنها بخش اصلی ملت کیریباتی را تشکیل می‌دهند.

## جزیره‌های جزایر گیلبرت
| former district of the northern Gilberts                                             |               |        |       |         |       |        |      |     |                                                     |
| Makin                                                                                | Makin         | ۷٫۸۹   | ۳٫۰   | ۰٫۳     | ۰٫۱   | ۲٬۳۸۵  | ۶    | ۲   | ۳°۲۳′ شمالی ۱۷۳°۰۰′ شرقی / ۳٫۳۸۳°شمالی ۱۷۳٫۰۰۰°شرقی |
| بوتاری تاری                                                                          | Temanokunuea  | ۱۳٫۴۹  | ۵٫۲   | ۱۹۱٫۷   | ۷۴٫۰  | ۳٬۲۸۰  | ۱۱   | ۱۱  | ۳°۰۹′ شمالی ۱۷۲°۵۰′ شرقی / ۳٫۱۵۰°شمالی ۱۷۲٫۸۳۳°شرقی |
| ماراکی                                                                               | Rawannawi     | ۱۴٫۱۳  | ۵٫۵   | ۱۹٫۶    | ۷٫۶   | ۲٬۷۴۱  | ۱    | ۸   | ۲°۰۰′ شمالی ۱۷۳°۱۷′ شرقی / ۲٫۰۰۰°شمالی ۱۷۳٫۲۸۳°شرقی |
| آبایانگ                                                                              | Tuarabu       | ۱۷٫۴۸  | ۶٫۷   | ۲۳۲٫۵   | ۸۹٫۸  | ۵٬۵۰۲  | ۴–۲۰ | ۱۸  | ۱°۵۰′ شمالی ۱۷۲°۵۷′ شرقی / ۱٫۸۳۳°شمالی ۱۷۲٫۹۵۰°شرقی |
| تاراوا                                                                               | تاراوای جنوبی | ۳۱٫۰۲  | ۱۲٫۰  | ۳۴۳٫۶   | ۱۳۲٫۷ | ۴۵٬۹۸۹ | ۹+   | ۳۰  | ۱°۲۶′ شمالی ۱۷۳°۰۰′ شرقی / ۱٫۴۳۳°شمالی ۱۷۳٫۰۰۰°شرقی |
| former district of the Central Gilberts                                              |               |        |       |         |       |        |      |     |                                                     |
| مایانا                                                                               | Tebwangetua   | ۱۶٫۷۲  | ۶٫۵   | ۹۸٫۴    | ۳۸٫۰  | ۱٬۹۰۸  | ۹    | ۱۲  | ۰°۵۵′ شمالی ۱۷۳°۰۰′ شرقی / ۰٫۹۱۷°شمالی ۱۷۳٫۰۰۰°شرقی |
| آبماما                                                                               | Kariatebike   | ۲۷٫۳۷  | ۱۰٫۶  | ۱۳۲٫۴   | ۵۱٫۱  | ۳٬۴۰۴  | ۸    | ۱۲  | ۰°۲۴′ شمالی ۱۷۳°۵۰′ شرقی / ۰٫۴۰۰°شمالی ۱۷۳٫۸۳۳°شرقی |
| کوریا                                                                                | Tabontebike   | ۱۵٫۴۸  | ۶٫۰   | —       | —     | ۱٬۰۸۲  | ۲    | ۶   | ۰°۱۳′ شمالی ۱۷۳°۲۴′ شرقی / ۰٫۲۱۷°شمالی ۱۷۳٫۴۰۰°شرقی |
| آرانوکا                                                                              | Takaeang      | ۱۱٫۶۱  | ۴٫۵   | ۱۹٫۴    | ۷٫۵   | ۱٬۱۵۸  | ۴    | ۳   | ۰°۰۹′ شمالی ۱۷۳°۳۵′ شرقی / ۰٫۱۵۰°شمالی ۱۷۳٫۵۸۳°شرقی |
| نونوتی 1)                                                                            | Teuabu        | ۱۹٫۸۵  | ۷٫۷   | ۳۷۰٫۴   | ۱۴۳٫۰ | ۳٬۱۷۹  | 12   | 9   | ۰°۴۰′ جنوبی ۱۷۴°۲۰′ شرقی / ۰٫۶۶۷°جنوبی ۱۷۴٫۳۳۳°شرقی |
| former district of the Southern Gilberts                                             |               |        |       |         |       |        |      |     |                                                     |
| تابیتیویا 1)                                                                         | Buariki       | ۳۷٫۶۳  | ۱۴٫۵  | ۳۶۵٫۲   | ۱۴۱٫۰ | ۴٬۸۹۸  | ۲+   | ۱۸  | ۱°۲۰′ جنوبی ۱۷۴°۵۰′ شرقی / ۱٫۳۳۳°جنوبی ۱۷۴٫۸۳۳°شرقی |
| Beru 1)                                                                              | Taubukinberu  | ۱۷٫۶۵  | ۶٫۸   | ۳۸٫۹    | ۱۵٫۰  | ۲٬۱۶۹  | ۱    | ۹   | ۱°۲۰′ جنوبی ۱۷۵°۵۹′ شرقی / ۱٫۳۳۳°جنوبی ۱۷۵٫۹۸۳°شرقی |
| نیکوناو 1)                                                                           | Rungata       | ۱۹٫۰۸  | ۷٫۴   | —       | —     | ۱٬۹۱۲  | 1    | 6   | ۱°۲۱′ جنوبی ۱۷۶°۲۸′ شرقی / ۱٫۳۵۰°جنوبی ۱۷۶٫۴۶۷°شرقی |
| اونوتوآ 1)                                                                           | Buariki       | ۱۵٫۶۲  | ۶٫۰   | ۵۴٫۴    | ۲۱٫۰  | ۱٬۶۴۴  | ۳۰   | ۷   | ۱°۵۲′ جنوبی ۱۷۵°۳۳′ شرقی / ۱٫۸۶۷°جنوبی ۱۷۵٫۵۵۰°شرقی |
| Tamana                                                                               | Bakaka        | ۴٫۷۳   | ۱٫۸   | —       | —     | ۸۷۵    | ۱    | ۳   | ۲°۳۰′ جنوبی ۱۷۵°۵۸′ شرقی / ۲٫۵۰۰°جنوبی ۱۷۵٫۹۶۷°شرقی |
| Arorae                                                                               | Roreti        | ۹٫۴۸   | ۳٫۷   | —       | —     | ۱٬۲۵۶  | ۱    | ۲   | ۲°۳۸′ جنوبی ۱۷۶°۴۹′ شرقی / ۲٫۶۳۳°جنوبی ۱۷۶٫۸۱۷°شرقی |
| جزایر گیلبرت                                                                         | تاراوا        | ۲۸۱٫۱۰ | ۱۰۸٫۵ | ۱٬۸۶۶٫۵ | ۷۲۰٫۷ | ۸۳٬۳۸۲ | ۱۱۷+ | ۱۵۶ | ۳°23'N to ۲°38S ۱۷۲°50' to ۱۷۶°49'E                 |
| 1) part of Kingsmill Group proper Source for land areas: Kiribati 2005 Census Report |               |        |       |         |       |        |      |     |                                                     |